# 메카닉 (2011년 영화)
《메카닉》(영어: The Mechanic)은 2011년 개봉한 미국의 액션 스릴러 영화이다. 사이먼 웨스트가 연출하고, 제이슨 스테이섬, 벤 포스터, 토니 골드윈, 도널드 서덜랜드 등이 출연하였다. 동명의 1972년 영화를 리메이크하였다.
2016년 속편 《메카닉: 리크루트》가 개봉하였다.

## 출연진
- 제이슨 스테이섬 - 아서 비숍 역
- 벤 포스터 - 스티브 매케나 역
- 토니 골드윈 - 딘 샌더슨 역
- 도널드 서덜랜드 - 해리 매케나 역
- 제프 체이스 - 버크 역
- 존 매코널 - 앤드루 본 역
- 미니 안덴 - 세라 역
- 스튜어트 그리어 - 랠프 역
- 크리스타 캠벨 - 켈리 역
- 랜스 E. 니컬스 - 헨리 역
- J. D. 에버모어 - 총기 밀반입업자 역
- 데이비드 리치 - 서배스천 역
- 라라 그라이스 - 핀치 부인 역
- 카타지나 볼레이니오 - 마리아 역

## 기타 제작진
- 라인 제작: 매슈 F. 리어네티 주니어
- 배역: 리사 메이 핀캐넌, 캐시 샌드리치
- 미술: 리처드 러샐
- 세트: 레너드 R. 스피어스
- 의상: 크리스토퍼 로런스